# 菠菠粿
菠菠粿是一种福州特有的糯米为主料的食物，也叫清明粿（chĭng-mìng-guōi），作为清明祭祖时的祭品。

## 做法
将菠菠草榨出汁，混入糯米浆中。浆糯米浆压干，抓一点做皮，包馅。馅有菜头丝馅、豆沙馅。包好后放于糖粿叶上。蒸好出笼，马上点上红点。